# Arlöv
Arlöv – część obszaru tätortu Malmö, stanowiąca jednocześnie centrum i siedzibę władz (centralort) gminy Burlöv w regionie administracyjnym (län) Skania w Szwecji.
W 2015 roku Arlöv liczyło 10 666 mieszkańców.

## Położenie
Arlöv jest położone ok. 5 km na północ od centrum Malmö w kierunku Lund, w południowo-zachodniej części prowincji historycznej (landskap) Skania. Obszar gminy Burlöv wraz z Arlöv jest zaliczany do obszaru metropolitalnego Malmö (Stormalmö).

## Historia
Miejscowość rozwinęło się jako osada przemysłowa wokół założonej w 1869 roku cukrowni, współcześnie należącej do koncernu Nordic Sugar. W latach 1899–1958 Arlöv miało status municipalsamhälle w ramach Burlövs landskommun.